# Гайнутдинов, Исмагил Галеевич
Исмагил Галеевич Гайнутдинов (тат. Исмәгыйль Гали улы Гайнетдинов; 10 февраля 1908 — 1977) — советский архитектор, профессор Московского архитектурного института, общественный деятель. Заслуженный деятель искусств Татарской АССР, Башкирской АССР и Северо-Осетинской АССР. Первый секретарь Татарского отделения Союза архитекторов СССР (1934—1936).
Автор проекта здания Татарского академического театра оперы и балета в Казани (1933—1956, совместно с архитектором Скворцовым), соавтор проектов памятников Н. Г. Столярову в Казани (1950, скульптор В. И. Мухина), Салавату Юлаеву в г. Уфа (1967, скульптор С. Д. Тавасиев), Коста Хетагурову во Владикавказе (1959, скульптор С. Д. Тавасиев); Речного вокзала в Казани (1962, совм. с С. М. Константиновым).

## Биография
в 1924—1927 гг. обучался в школе-семилетке № 2 города Челябинска.
В 1927 году поступил в Казанский индустриальный техникум, преобразованный в 1930 году в Казанский институт инженеров коммунального строительства (КИИКС, ныне Казанский инженерно-строительный институт). Окончил в 1931 году, получив диплом инженера-строителя.
Несколько лет работал на стройках Казани прорабом. Затем поступил ассистентом на кафедру архитектуры КИИКСа. В 1937 году поступил по конкурсу в аспирантуру Академии архитектуры СССР, где работал под руководством выдающихся советских архитекторов, академиков А. В. Щусева, И. В. Жолтовского, Е. Е. Лансере, В. Н. Семёнова.
Защитив в 1939 году диссертацию и получив ученую степень кандидата архитектуры, до 1949 года продолжал заниматься научной работой в институте Градостроительства Академии архитектуры СССР.
В 1949—1977 годах преподавал в Московском архитектурном институте, одновременно вел исследования в области татарской национальной архитектуры и большую творческую деятельность проектировщика. В 1967 году ему присваивается звание профессора.
Как родоначальник научного изучения архитектурного наследия Татарии, он широко использует в своих произведениях прогрессивные национальные традиции.
И. Г. Гайнутдинов также проявил себя талантливым зодчим в сооружении памятников и монументов. Вместе с известным скульптором В. И. Мухиной он участвовал в создании памятника дважды Герою Советского Союза Н. Г. Столярову в Казани. В содружестве со скульптором С. Д. Тавасиевым создал памятники Коста Хетагурову в г. Орджоникидзе и Салавату Юлаеву в г. Уфе.
Указом Президиума Верховного Совета Северо-Осетинской АСР за работу над памятником Коста Хетагурову ему было присвоено почётное звание заслуженного деятеля искусств Северной Осетии
Жил в Москве по адресу: улица Вавилова, 36.